# 미네소타 다면적 인성검사
미네소타 다면적 인성검사(Minnesota Multiphasic Personality Inventory, MMPI)는 성인의 성격과 정신병리의 표준화된 심리측정 도구이다. 심리학자들 및 정신건강 의료인들은 다양한 버전의 MMPi를 사용하여 치료 계획을 구성하는데 이를 통한 지원 및 활용하고있는 성격검사이다. 또한 감별진단과 함께 사용되거나 법정심리학에서 다루는바와같이 법적인 질문의 답변을 지원하거나 인사 선발 과정 중의 직업 후보 검사, 치료 평가 과정의 일부로서 사용되기도 한다.

## 역사
MMPI의 원 개발자들은 스타크 해서웨이(Starke R. Hathaway) 박사와 존 맥킨리(John Charnley McKinley) 의학 박사이다. MMPI의 저작권은 미네소타 대학교에 있다.
한국어판은 미네소타 대학교 출신의 한경희 심리학자 및 임지영 심리학자가 번역에 기여하였다.

### MMPI
원래의 MMPi는 1930년대 말, 1940년대 초에 규모 대 규모(scale-by-scale) 기준으로 개발되었다.

### MMPI-2
MMPI의 최초의 주요 개정판은 MMPI-2로서, 미국의 새로운 성인 견본을 대상으로 표준화되었으며 1989년에 출시되었다.
현재 MMPI-2는 567개 문항을 보유하고 있으며, 일반적으로 읽기및독해에 따라 1~2시간 정도 소요된다. 그것은 초등학교 고학년과 중학교 저학년 수준을 전후하는 기준에서의 독해 수준을 요구하도록 설계되었다. MMPI-2에서의 370개항목으로 축약 구성된 테스트의 약식 형태는 자주 사용되지는 않는다.

### MMPI-A
14세~18세의 청소년을 대상으로 설계된 테스트 버전인 MMPI-A는 1992년에 출시되었다.

### MMPI-2-RF
미네소타 대학교 프레스는 새로운 판의 MMPI-2인 MMPI-2-RF(MMPI-2 Restructured Form)를 2008년에 출간하였다.

## 척도
MMPI-2는 타당도 척도(Validity scales)와 임상척도(Clinical scales)의 2개의 기본척도와 4개 부가척도(내용척도,보충척도,성격병리5요인척도,재구성임상척도)가 있다. 계속적인 MMPI문항에 대한 연구 작업은 추가적인 척도의 개발로 이어지고 있다.
타당도 척도와 임상척도에는 각각 10개의 척도가 있으며 임상척도는 하위 임상소척도를 가지고있다. 내용척도(Content Scales)는 15개(ANX,FRS,OBS등)의 하위척도가 있다. 보충척도(supplemental scales)는 15개(A,R 등)의 하위척도가, 성격병리5요인척도(PSY-5 Scales)는 5개(AGGR, PSYC, DISC, NEGE, INTR)의 하위척도가 있다.재구성임상척도(RC,Restructured Clinical Scales)는 9개(RCd포함) 하위척도이다.

### 타당도 척도
| 척도(약호) | 타당도 척도(validity scale)                     |
| ---------- | ----------------------------------------------- |
| CNS        | 무응답(Questions not answered)                  |
| VRIN       | 가변응답불일치(Variable Response Inconsistency) |
| TRIN       | 비가변응답불일치(True Response Inconsistency)   |
| F          | 인프리퀀시(Infrequency)                         |
| F(B)       | F Back(후자)                                    |
| F(P)       | F-Psychopathology(F-정신 병리학)                |
| FBS        | 신체반응(Infrequent Somatic Response)           |
| F(-K)      | F 마이너스 K(F minus K)                         |
| L          | 거짓(Lie)                                       |
| K          | 방어(Defensiveness)                             |
| S          | 최상급 자기보고(Superlative Self-Presentation)  |

타당도척도는 응답자의 광범위한 방어적인 응답으로부터 본 테스트의 타당도를 검증하여 본 테스트를 무효화할 수 있다.

### 임상척도
| 고유번호 | 약호(Abbreviation) | 임상척도(Description)                            | 문항 개수 |
| -------- | ------------------ | ------------------------------------------------ | --------- |
| 1        | Hs                 | 건강염려증(Hypochondriasis)                      | 32        |
| 2        | D (5)              | 우울증(Depression)                               | 57        |
| 3        | Hy (5)             | 히스테리(Hysteria)                               | 60        |
| 4        | Pd (5)             | 사이코패스(Psychopathy)                          | 50        |
| 5*       | MF                 | 남성성(Masculinity), 여성성(Femininity)          | 56        |
| 6        | Pa (3)             | 편집증(Paranoia)                                 | 40        |
| 7        | Pt                 | 불안증(Psychasthenia)                            | 48        |
| 8        | Sc (6)             | 조현병(Schizophrenia)                            | 78        |
| 9        | Ma (4)             | 경조증(Hypomania)                                | 46        |
| 0*       | Si                 | 외향성과 내향성(Social Introversion,사회적 내성) | 69        |

' * ' 표기번호는 RC에는 대응이 없다. 척도 ()는 추가 하위 소척도 항목수이다.

## 정신역동
MMPI의 주요 접근중에 하나로 정신역동적 접근이 사용될수있다. MMPI 역시 이러한 맥락에서 여러 접근 체계가 용이하도록 방어기제등이 설계에 반영되어 있다.

## 연관 소척도
권고 및 참고할 수 있는 소척도(subscale)에는 헤리스 링고스 소척도(Harris Lingoes subscale)등이 있다.

## 같이 보기
- 지능검사
- KPI-C
- 우드워스 인성검사
- MBTI
- PAI
- TCI
- 감성지수